# 兔唇蛔虫属
兔唇蛔虫属（学名：Lagochilascaris）为蛔科的一个属。

## 下属物种
本属包括以下物种：
- 小兔唇蛔虫 Lagochilascaris minor